# Cycas zeylanica
Cycas zeylanica (Маха-маду) — вид голонасінних рослин класу саговникоподібні (Cycadopsida).

## Опис
Стебла дерев'янисті. 30 листків у кроні. Листя яскраво-зелене або темно-зелене, напівглянсове, 140–190 см завдовжки. Пилкові шишки веретеноподібні. Мегаспорофіли 17–30 см завдовжки. Насіння сплюснуте-яйцеподібне; саркотеста оранжево-коричнева.

## Поширення, екологія
Цей вид відомий з Шрі-Ланки, де він зараз, мабуть, рідкісний вид у південно-західних прибережних районах. В Індії росте на Андаманських і Нікобарських островах, де більш рясний. Записаний на висотах у діапазоні від 5 до 50 м. Росте в прибережних лісах біля моря в піщаному ґрунті. Рослини часто зустрічаються на стабілізованих дюнах.

## Загрози та охорона
- Шрі-Ланка: багато популяцій були повністю винищені. Немає життєздатної регенерації популяцій. Немає рослин в заповідниках.
- Індія: цей вид дуже поширений, однак, серйозного пошкодження завдали циклони. Деякі середовища проживання були зруйновані, щоб звільнити місце для розміщення туристів. На Андаманських і Нікобарських островах, субпопуляції є в охоронних районах.